# V. Gordon Childe
Vere Gordon Childe (14 tháng 4 năm 1892 – 19 tháng 10 năm 1957) là một nhà khảo cổ người Úc có chuyên môn về châu Âu tiền sử. Dành phần lớn cuộc đời gắn bó với Vương quốc Anh, từng công tác tại Đại học Edinburgh và Viện Khảo cổ học, London, ông đã viết tổng cộng 26 cuốn sách xuyên suốt sự nghiệp học thuật của mình. Tuy ban đầu theo trường phái khảo cổ học văn hóa – lịch sử, ông về sau trở thành người mở đường cho ngành khảo cổ học Marxist ở phương Tây.
Sinh ra và lớn lên ở Sydney trong một gia đình nhập cư trung lưu, Childe theo học ngành nghiên cứu cổ điển tại Đại học Sydney trước khi chuyển tới Anh để theo đuổi khảo cổ học cổ điển tại Đại học Oxford. Tại đây, ông tham gia phong trào xã hội chủ nghĩa và biểu tình phản đối Thế chiến thứ nhất, cho rằng đó là cuộc chiến của những nước đế quốc gây bất lợi cho giai cấp công nhân châu Âu. Trở về Úc vào năm 1917, ông bị cấm cửa công tác vì tiền sự chính trị của mình. Không hề nhụt chí, ông gia nhập Công Đảng Úc với vai trò thư ký riêng của chính trị gia John Storey. Ngày càng bất bình với các đảng viên Công Đảng, ông đã viết một bài luận phê phán chính sách của họ và đi theo tổ chức công đoàn cực đoan Công nhân Công nghiệp Thế giới. Chuyển tới sống ở London vào năm 1921, ông làm thủ thư tại Viện Nhân học Hoàng gia, rồi chu du khắp châu Âu để nghiên cứu về giai đoạn tiền sử, đồng thời xuất bản các khám phá của mình trên nhiều tập san và sách báo học thuật. Qua đó, ông đã giới thiệu khái niệm văn hóa khảo cổ toàn châu lục — tức là cứ một tập hợp di vật lặp lại tương ứng với một nền văn hóa riêng lẻ — cho cộng đồng khảo cổ Anh quốc.
Từ năm 1927 tới năm 1946, Childe là Giáo sư Khảo cổ học Abercromby tại Đại học Edinburgh, và trở thành giám đốc Viện Khảo cổ, London từ năm 1947 tới năm 1957. Trong khoảng thời gian này, ông giám sát công tác khai quật các di chỉ khảo cổ tại Scotland và Bắc Ireland, đào sâu nghiên cứu xã hội thời đại đồ đá mới Orkney thông qua di chỉ Skara Brae và các khu mộ táng buồng tại Maeshowe và Quoyness. Trong những thập kỷ tiếp theo, ông làm việc hết sức năng suất, xuất bản nhiều báo cáo khảo cổ, bài viết, và sách tham khảo. Bắt tay với Stuart Piggott và Grahame Clark, ông đồng sáng lập Hội Tiền sử học vào năm 1934 và trở thành chủ tịch đầu tiên của hội. Kiên trung với chủ nghĩa xã hội, ông tâm phục chủ nghĩa Marx, và — bác bỏ lối tiếp cận văn hóa lịch sử — vận dụng các ý tưởng Marxist như chủ nghĩa duy vật lịch sử làm khung sườn để diễn giải các dữ liệu khảo cổ. Ông là người có cảm tình với Liên Xô và đã nhiều lần tới thăm đất nước này tuy có ngờ vực chính sách đối ngoại của họ sau sự kiện năm 1956 ở Hungary. Niềm tin chủ nghĩa xã hội của Childe đã khiến Hoa Kỳ từ chối cho ông nhập cảnh mặc dù đã nhiều lần được các cơ sở học thuật của đất nước này mời sang thỉnh giảng. Trong những năm hưu trí, Childe trở về Blue Mountains, nơi rốt cuộc ông tự tử.
Với tư cách là một trong những nhà khảo cổ học nổi tiếng và được trích dẫn nhiều nhất thế kỷ thứ 20, Childe được mệnh danh là "người tổng hợp vĩ đại" với các công trình học thuật quý giá đã góp phần chắp nối các mảnh vỡ khảo cổ học địa phương thành một bức tranh toàn diện về Cận Đông và châu Âu tiền sử. Childe cũng được biết đến vì hướng nghiên cứu chú trọng vai trò của cách mạng kinh tế và kỹ nghệ đối với xã hội loài người, chẳng hạn như Cách mạng Đá mới và Cách mạng Đô thị, bắt nguồn từ ảnh hưởng của chủ nghĩa Marx. Tuy nhiều diễn giải của ông ngày nay đã bị bác bỏ, Childe vẫn được tôn vinh trong giới khảo cổ học.

## Đầu đời

### 1892–1910: Tuổi thơ
Childe sinh ngày 14 tháng 4 năm 1892 tại Sydney, Úc. Ông là người con duy nhất của Đức cha Stephen Henry Childe (1844–1923) và Harriet Eliza Childe, nhũ danh Gordon (1853–1910), một cặp vợ chồng trung lưu gốc Anh. Con trai của một linh mục Anh giáo, Stephen Childe được Giáo hội Anh phong sắc vào năm 1867 sau khi nhận bằng BA của Đại học Cambridge. Sau khi trở thành giảng viên vào năm 1871, ông cưới Mary Ellen Latchford và có với bà năm người con. Họ chuyển tới Úc sinh sống vào năm 1878, nơi Mary qua đời. Ngày 22 tháng 11 năm 1886, Stephen cưới Harriet Gordon, người phụ nữ Anh xuất thân giàu có chuyển tới sống ở Úc từ lúc còn bé. Cha bà là Alexander Gordon QC (1815–1903). Gordon Childe được nuôi dưỡng cùng năm người anh em mang nửa dòng máu tại ngôi nhà quê nguy nga của người cha, Chalet Fontenelle, thị trấn Wentworth Falls tại Dãy núi Blue, phía tây Sydney. Đức cha Childe từng làm mục vụ tại Giáo xứ St. Thomas nhưng không được nhân sự nơi đây quý mến vì thường đôi co với giáo đoàn và nghỉ việc mà không xin phép.
Ốm yếu từ lúc sơ sinh, Gordon Childe được giáo dưỡng tại gia kéo dài trước khi được gửi tới một trường tư thục tại North Sydney. Năm 1907, ông theo học trường Sydney Church of England Grammar School, nhận chứng chỉ Junior Matriculation vào năm 1909 và Senior Matriculation vào năm 1910. Trên lớp, ông học về lịch sử cổ đại, tiếng Pháp, tiếng Hy Lạp, tiếng Latinh, hình học, đại số và lượng giác, gặt hái thành tích xuất sắc song thường xuyên bị bắt nạt vì ngoại hình yếu ớt. Tháng 7 năm 1910, mẹ ông qua đời; cha ông cưới vợ mới. Quan hệ giữa hai cha con Childe lúc thiếu thời rất căng thẳng, nhất là sau cái chết của người mẹ, phần nào bắt nguồn từ sự bất hòa về quan điểm chính trị lẫn tôn giáo giữa hai người: Đức cha Childe là một giáo hữu Thiên Chúa sùng đạo và bảo thủ, trong khi con ông lại là người vô thần có tư tưởng xã hội chủ nghĩa.

### 1911–1917: Đại học Sydney và Oxford
Childe học tập lấy bằng nghiên cứu cổ điển tại Đại học Sydney kể từ năm 1911; tuy chuyên ngành chú trọng nghiên cứu văn tịch cổ, Childe đã bén duyên với khảo cổ học cổ điển thông qua các tác phẩm của hai nhà khảo cổ lừng danh Heinrich Schliemann và Arthur Evans. Ở bậc đại học, ông hoạt động năng nổ trong các hội nhóm tranh biện, từng táo bạo phát biểu rằng "chủ nghĩa xã hội là điều đáng ao ước." Ngày càng bị lôi cuốn bởi chủ nghĩa xã hội, ông đã tìm đọc các tác phẩm của Karl Marx và Friedrich Engels, rồi dần dà đào sâu tìm hiểu G. W. F. Hegel, vị triết gia có công xây dựng phép biện chứng được vận dụng trong chủ nghĩa Marx. Cũng trong những năm tháng tại đây, Childe đã gặp gỡ và kết giao với người bạn đồng môn Herbert Vere Evatt. Childe tốt nghiệp vào năm 1913 với nhiều danh hiệu và thành tích xuất sắc, trong đó có giải thưởng danh giá mang tên Giáo sư Triết học Francis Anderson.
— Gordon Childe, 1957.
Mong ước được tiếp tục nghiệp học, ông nhận Học bổng Tốt nghiệp Chuyên ngành Cổ điển Cooper £200, giúp ông chi trả học phí tại Queen's College trực thuộc Đại học Oxford, Anh. Ông xuất dương đi Anh trên con tàu SS Orsova vào tháng 8 năm 1914, ít lâu sau khi Thế chiến I bùng nổ. Tại Queen's, Childe gia nhập khóa diploma khảo cổ học cổ điển của trường, rồi học lên tiếp để lấy bằng Literae Humaniores nhưng dự định này rốt cuộc không thành. Trong thời gian ở đây, ông là học trò của John Beazley và Arthur Evans; ông Evans chính là cố vấn luân văn của Childe. Năm 1915, Childe xuất bản bài báo học thuật đầu tiên của mình, "Về Niên đại và Nguồn gốc của Đồ gốm Minyan", đăng trên chuyên san Journal of Hellenic Studies, rồi năm sau hoàn thiện luận văn Cử nhân Văn thư "Ảnh hưởng của người Ấn-Âu ở Hy Lạp tiền sử", thể hiện mong muốn của ông nhằm tổng hòa bằng chứng bác ngữ và khảo cổ.
Childe chủ động tham gia phong trào xã hội chủ nghĩa tại Đại học Oxford, phản đối giới giáo chức bảo thủ của ngôi trường. Ông trở thành một trong những thành viên nổi bật của Hội Fabian cánh tả cải lương, có mặt vào năm 1915 khi hội này đổi tên thành Hội Xã hội chủ nghĩa Đại học Oxford, sau khi chia rẽ với Hội Fabian. Ông có một người bạn thân cùng phòng cũng nhiệt thành theo chủ nghĩa Marx tên là Rajani Palme Dutt. Hai người họ thường xuyên say xỉn và đánh đố nhau những câu hỏi về lịch sử cổ điển những lúc đêm khuya. Sau khi Anh bước vào Thế chiến thứ nhất, nhiều thành phần xã hội chủ nghĩa ở đất nước này đã từ chối nhập ngũ theo lệnh sung quân của chính quyền Vương miện. Sở dĩ vì họ cho rằng giai cấp thống trị của các nước đế quốc đang gây chiến với nhau hòng trục lợi cho riêng mình trong khi giai cấp công nhân thì bị liên lụy và gánh hết phần thiệt thòi; đồng thời chủ trương rằng đấu tranh giai cấp là cuộc chiến duy nhất mà họ bận tâm. Dutt bị bắt giữ vì kháng lệnh nhập ngũ; Childe biểu tình đòi chính quyền trao trả tự do cho Dutt và những người phản chiến khác. Về phần mình, ông chưa từng bị gọi nhập ngũ do sức khỏe vốn ốm yếu từ nhỏ. Tư tưởng phản chiến của Childe đã khiến chính quyền Anh cực kỳ quan ngại; cơ quan tình báo MI5 thậm chí đã lập một chuyên đề về Childe, ngăn chặn thư từ trao đổi và theo dõi sát sao hành tung của ông.

### 1918–1921: Sự nghiệp ban sớm ở Úc

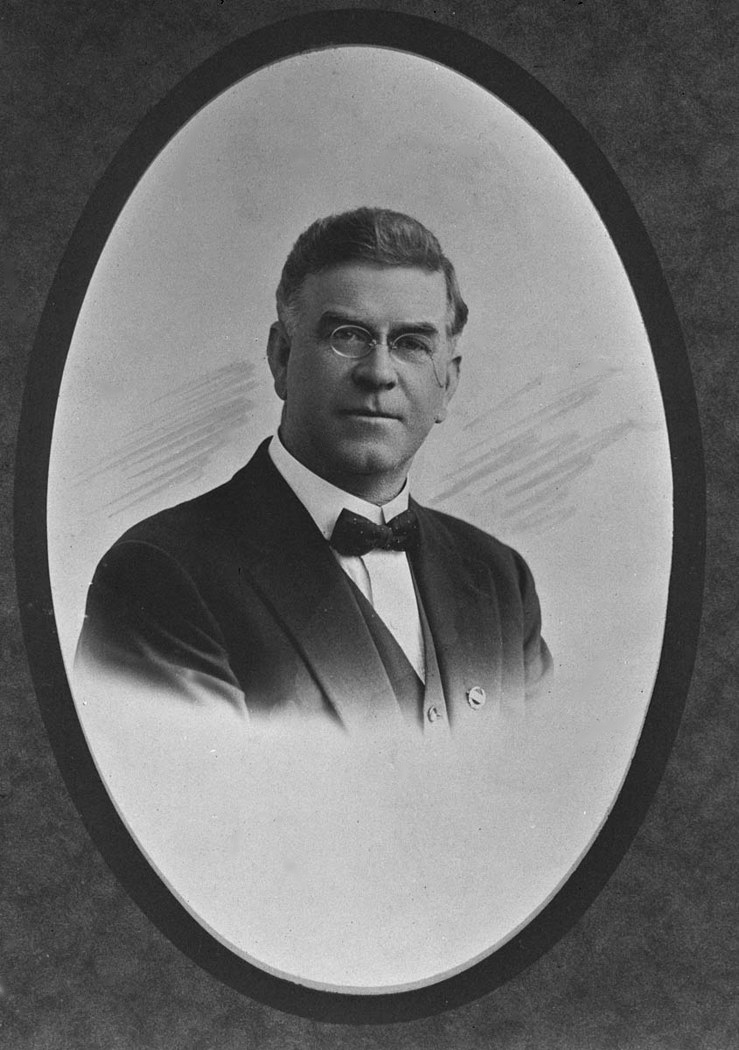
Từ năm 1919 tới năm 1921, Childe làm trợ lý cho chính khách cánh tả John Storey

Childe trở về Úc vào tháng 8 năm 1917. Với tiền sự chính trị của mình, ông bị đặt dưới sự giám sát của các cơ quan an ninh. Năm 1918, ông trở thành giảng viên tại St Andrew's College, Đại học Sydney, tham gia phong trào xã hội chủ nghĩa và chống đối nhập ngũ ở Sydney. Vào Lễ Phục sinh năm 1918, ông phát biểu tại Hội nghị Hòa bình Liên bang lần thứ ba, một sự kiện được chủ trì bởi tổ chức Australian Union of Democratic Control for the Avoidance of War phản đối dự luật cưỡng bách quân dịch của Thủ tướng Billy Hughes. Hội nghị bị chi phối chủ yếu bởi những người ủng hộ chủ nghĩa xã hội; biển bản cuộc họp khẳng định rằng niềm hy vọng duy nhất để kết thúc cuộc xung đột đó là "sự bãi bỏ Hệ thống Tư bản chủ nghĩa". Tin tức về sự tham dự của Childe đã lan tới tai Hiệu trưởng St Andrew's College, người đã ép ông phải từ chức mặc cho nhiều sự phản đối của cấp dưới.
Cảm thông cho Childe, các bạn đồng nghiệp đảm bảo cho ông một chân làm giáo viên dạy kèm bộ môn lịch sử tại Khoa Gia sư, song hiệu trưởng William Cullen e ngại Childe sẽ tiếp tục rao giảng chủ nghĩa xã hội cho sinh viên dưới trướng nên quyết định sa thải ông. Các nhóm chính trị thiên tả cáo buộc nhà trường đã vi phạm quyền dân sự của Childe; hai chính khách trung tả William McKell và T.J. Smith thậm chí đã trình vụ này lên trước Quốc hội Úc. Vào tháng 10 năm 1918, Childe chuyển tới sống ở Maryborough, Queensland, và giảng dạy tiếng Latinh tại Trường chuyên Maryborough dành cho nam sinh. Tại đây, tiền sự chính trị của ông cũng bị lộ; các nhóm chính trị bảo thủ địa phương, trong đó có Maryborough Chronicle, đã khởi động chiến dịch tẩy chay Childe và khiến cho một bộ phận học sinh ở trường bỉ báng ông. Điều này khiến Childe nhanh chóng từ chức.
Nhận ra rằng sự nghiệp học thuật của mình sẽ không thể nào tiến triển được chừng nào một bộ máy giáo chức bảo thủ vẫn còn cầm quyền, Childe tìm việc làm trong phong trào cánh tả. Tháng 8 năm 1919, ông trở thành thư ký riêng của chính khách John Storey, một đảng viên nổi bật của Công Đảng Úc trung tả đối lập với chính phủ của Đảng Quốc gia New South Wales lúc bấy giờ. Storey đắc cử và trở thành thủ hiến bang New South Wales vào năm 1920. Thời gian công tác trong Công Đảng đã tích lũy cho Childe nhiều kinh nghiệm liên quan đến cơ cấu tổ chức của chính đảng này; tuy nhiên càng lấn sâu thì ông càng trở nên bất mãn với Công Đảng, tin rằng một khi lên nắm quyền thì đảng này ngay lập tức phản bội cái lý tưởng xã hội chủ nghĩa mà họ chủ trương theo đuổi và trở nên trung dung thân tư bản hơn. Vì vậy, ông bí mật gia nhập tổ chức cực tả Công nhân Công nghiệp Thế giới bị cấm hoạt động ở Úc. Đầu năm 1921, Storey cử Childe tới London để cập nhật cho báo giới Anh về tình hình chính trị ở New South Wales, song Storey qua đời vào tháng 12 cùng năm và tạo điều kiện cho Đảng Quốc gia giành lại chính quyền New South Wales với thủ hiến mới là George Fuller. Fuller cho rằng Childe không còn phận sự gì nữa và cách chức ông vào đầu năm 1922.

### 1922–1926: London và các ấn phẩm đầu tay
Không thể kiếm được một vị trí học thuật tại Úc, Childe lưu trú ở Anh, thuê nhà tại Bloomsbury, Central London, dành phần lớn thời gian làm việc tại Bảo tàng Anh và thư viện của Viện Nhân học Hoàng gia. Với tư cách là một thành viên hoạt động tích cực trong phong trào xã hội chủ nghĩa ở London, ông kết giao với những người cùng chí hướng của Câu lạc bộ 1917 có trụ sở trên Đường Gerrard, Soho. Ông kết thân với những đảng viên Marxist của Đảng Cộng sản Đại Anh (CPGB) và đóng góp các bài đăng trên tạp chí Labour Monthly, nhưng bấy giờ ông vẫn chưa bị thuyết phục bởi chủ nghĩa Marx. Nhờ danh tiếng học thuật của mình, Childe đã được mời đi thăm các di vật khảo cổ ở Anh. Năm 1922, ông đi Viên và khảo sát các vật liệu đồ gốm thời đại Đá mới chưa được công bố từ Schipenitz, Bukovina, bấy giờ đang được bảo quản bởi Khoa Tiền sử học của Bảo tàng Lịch sử Tự nhiên; ông xuất bản các khám phá của mình trên Chuyên san của Viện Nhân học Hoàng gia vào năm 1923. Childe cũng nhân dịp này để  thăm nhiều viện bảo tàng tại Tiệp và Hungary, quảng bá những nơi này cho giới khảo cổ Anh trong một bài đăng vào năm 1922 trên tạp chí Con Người. Sau khi quay lại London, năm 1922 Childe nhận làm thư ký riêng cho ba Nghị sĩ Quốc hội Anh, trong đó có John Hope Simpson và Frank Gray, cả hai đều là đảng viên Đảng Tự do. Để kiếm thêm tiền trang trải cuộc sống, Childe còn làm phiên dịch viên cho nhà xuất bản Kegan Paul, Trench, Trübner & Co. và cũng thi thoảng thỉnh giảng tại Trường Kinh tế London.
— Gordon Childe, How Labour Governs, 1923.
Năm 1923, London Labour Company cho xuất bản cuốn sách đầu tay của Childe, How Labour Governs. Thông qua các phân tích chi tiết về cơ cấu tổ chức của Công Đảng Úc và liên hệ của họ với phong trào lao động Úc, tác phẩm phản ánh sự vỡ mộng của Childe đối với chính đảng này, lập luận rằng một khi lên nắm quyền, đảng viên của họ ngay tức khắc từ bỏ giáo thuyết của mình rồi chỉ trục lợi mà thôi. Nhà nghiên cứu tiểu sử Sally Green bình chú rằng, cuốn How Labour Governs rất quan trọng bởi lẽ lúc bấy giờ thì Công Đảng Anh đang manh nha vươn lên trong nền chính trị Anh, đe dọa đến sự thống trị của hệ thống lưỡng đảng Bảo thủ – Tự do; sau cuộc tổng tuyển cử vào năm 1923, Công Đảng thành lập chính phủ đầu tiên của mình. Childe từng định viết một phần sách nữa tiếp nối nhưng rốt cuộc từ bỏ.
Tháng 5 năm 1923, ông thăm các viện bảo tàng tại Lausanne, Berne, và Zürich để nghiên cứu các bộ sưu tập di vật của họ; cùng năm ông trở thành viện sĩ Viện Nhân học Hoàng gia. Năm 1925, ông trở thành thủ thư tại Anh và bện chặt mối quan hệ với nhiều nhà khảo cổ học danh tiếng của châu Âu. Danh tiếng của Childe khá vang vọng trong cộng đồng khảo cổ học ở Anh; ông trở thành bạn thân của O. G. S. Crawford, một quan chức khảo cổ của Cơ quan Địa chính, và thuyết phục ông này đi theo chủ nghĩa xã hội và chủ nghĩa Marx.

## Lý thuyết khảo cổ
— Bruce Trigger, 1980.
Nhà viết tiểu sử Sally Green nhận định rằng niềm tin của Childe "chưa bao giờ mang tính giáo điều, luôn luôn có phong cách riêng" và "liên tục thay đổi suốt đời ông".
Hướng tiếp cận lý thuyết của ông trộn lẫn các yếu tố của chủ nghĩa Marx, thuyết tán xạ văn hóa, và thuyết chức năng. Childe phê phán cách tiếp cận khảo cổ học tiến hóa thời thượng vào thế kỷ thứ 19 vì ông cho rằng những người theo trường phái này chú trọng nghiên cứu hiện vật hơn bàn tay tạo ra chúng. Giống hầu hết các nhà khảo cổ Tây Âu và Hoa Kỳ lúc bấy giờ, Childe cho rằng con người về bản chất không có tính sáng tạo và thường chầy ì trước đổi thay; do vậy, ông có khuynh hướng nhìn nhận các đổi thay xã hội như một phần của quá trình tán xạ và di cư hơn là sự phát triển nội tại hoặc tiến hóa.
Thời bấy giờ, phần lớn giới khảo cổ tán thành hệ thống ba thời lần đầu tiên được nhà sưu tập đồ cổ người Đan Mạch Christian Jürgensen Thomsen (1788-1865) phát triển và giới thiệu. Cụ thể, hệ thống này là một niên biểu tiến hóa phân định tiền sử thành ba giai đoạn: thời đại đồ đá, thời đại đồ đồng và thời đại đồ sắt; song Childe cũng nhận thấy trình độ công nghệ của một số xã hội đương đại vẫn mới chỉ chững lại ở thời đồ đá. Dầu vậy, ông vẫn coi đây là mô hình hữu hiệu để phân tích sự phát triển kinh tế – xã hội khi kết hợp với khuôn khổ học thuyết Marxist. Theo đó, ông cũng phân loại tiền sử thành ba giai đoạn nhưng dựa trên cơ sở công nghệ, đồng thời sử dụng tiêu chí kinh tế để tách thời đồ đá thành hai giai đoạn là cũ và mới, bác bỏ khái niệm đá giữa vô dụng. Ngoài ra, Childe không chính thức phân loại các xã hội cổ đại thành ba giai đoạn là "mông muội" (savagery), "dã man" (babarianism) và "văn minh" (civilisation), giống như mô hình của Engels.

### Khảo cổ học văn hóa – lịch sử
Buổi đầu sự nghiệp, Childe là một nhà khảo cổ theo thuyết văn hóa – lịch sử, và được coi là một trong "những nhà sáng lập và đại biểu chính yếu" của trường phái này. Khảo cổ học văn hóa – lịch sử lấy làm nòng cốt khái niệm "văn hóa" vốn được vận dụng trong nhân học. Đây được coi là "một bước ngoặt lớn lao trong lịch sử chuyên ngành", cho phép các nhà khảo cổ nhìn nhận quá khứ thông qua không gian tính thay vì chỉ đơn thuần là thời biểu tính. Childe trưng dụng khái niệm "văn hóa" của nhà bác ngữ và khảo cổ học người Đức Gustaf Kossinna (1858-1931), tuy rằng ảnh hưởng này có lẽ đã kinh qua Leon Kozłowski (1892-1944), một nhà khảo cổ học người Ba Lan cũng đã đọc Kossina và từng có thời là đồng sự thân cận của Childe. Trigger cho rằng, trong quá trình tiếp nhận nền tảng tư tưởng của Kossina, Childe dường như đã "không có nhận thức" gì về "những hàm ý phân biệt chủng tộc" ẩn dưới ý tưởng của Kossina.
Sự trung thành của Childe với mô hình văn hóa lịch sử có thể được thấy rõ trong ba tập sách The Dawn of European Civilisation (1925), The Aryans (1926) và The Most Ancient East (1928), mặc dù không hề có một định nghĩa nào về "văn hóa" được đưa ra trong cả ba tác phẩm. Phải tới cuốn The Danube in Prehistory xuất bản vào năm 1929, Childe mới gán cho "văn hóa" một khái niệm khảo cổ chính xác. Trong tác phẩm này, ông định nghĩa "văn hóa" là một tập hợp "các đặc tính liên kết có quy định" trong một nền văn hóa vật chất — tức "đồ gốm sứ, công cụ tiện dụng, đồ trang trí, mộ táng, di chỉ" — xuất hiện lặp lại xuyên suốt một khu vực địa lý cụ thể. Ông phát biểu rằng, trong khuôn khổ này, "văn hóa" là khái niệm tương đương với "con người". Ở đây, Childe dùng thuật ngữ "con người" mà không có hàm ý phân biệt chủng tộc, thay vào đó nó có nghĩa là một nhóm xã hội không liên quan đến chủng tộc sinh học. Ông bác bỏ sự đánh đồng giữa văn hóa khảo cổ và chủng tộc sinh học — điều mà bấy giờ được ủng hộ bởi những người dân tộc chủ nghĩa ở châu Âu — đồng thời công kích kịch liệt hành vi lợi dụng khảo cổ học của Quốc Xã, theo đó ông cho rằng người Do Thái không phải một chủng tộc sinh học biệt lập mà đơn thuần chỉ là một nhóm văn hóa xã hội thôi. Năm 1935, ông đề xuất rằng văn hóa có chức năng như một "sinh thể sống" và nhấn mạnh tiềm năng thích nghi của văn hóa vật chất do chịu ảnh hưởng của thuyết chức năng. Childe chấp nhận rằng giới khảo cổ học định nghĩa "văn hóa" dựa trên một sự lựa lặt chủ quan tiêu chí vật chất; quan điểm mà về sau được nhà khảo cổ học Colin Renfrew tiếp thu.
Buổi cuối sự nghiệp, Childe trở nên chán nản với phương pháp văn hóa lịch sử. Cuối những năm 1940, ông đặt nghi vấn về tính hữu dụng của khái niệm "văn hóa" và sự xác tín căn bản của mô hình văn hóa lịch sử. McNairn cho rằng thái độ chán nản của Childe xuất phát từ việc: cái chữ "văn hóa" bấy giờ đã bị bão hòa về mặt ngữ nghĩa do các ngành khoa học xã hội khác đã trưng dụng nó để chỉ tất cả các dạng thức hành vi của con người mà không đơn thuần là văn hóa vật chất như thời của Childe. Tới những năm 1940, Childe trở nên ngờ vực về việc liệu một tập hợp khảo cổ được coi là "văn hóa" có thật sự phản ánh một nhóm xã hội chia sẻ các đặc tính chung như ngôn ngữ hay không. Vào những năm 1950, Childe so sánh mô hình văn hóa lịch sử trong khảo cổ học với mô hình quân sự chính trị cổ điển của giới sử gia.

### Khảo cổ học Marxist
— Gordon Childe trong thư gửi Rajani Palme Dutt, 1938.
Childe thường được đánh giá là một nhà khảo cổ học Marxist, người tiên phong trong giới khảo cổ phương Tây vận dụng lý thuyết Marxist trong các công trình nghiên cứu của mình. Khảo cổ học Marxist lần đầu tiên xuất hiện tại Liên Xô vào năm 1929, thời điểm nhà khảo cổ Vladislav I. Ravdonikas xuất bản bài báo với tiêu đề "Tiến tới một lịch sử Xô viết về Văn hóa vật chất", phê phán cái mà ông gọi là tính chất tiểu tư sản và chống xã hội chủ nghĩa cố hữu của ngành khảo cổ truyền thống. Bài báo của Ravdonikas kêu gọi thành lập một chuyên ngành khảo cổ học Marxist đoạn tuyệt với trật tự cũ như một phần của đường lối do Stalin chủ trương. Tuy nhiên phải tới giữa những năm 1930, quanh thời điểm Childe thăm Liên Xô, ông mới bắt đầu nhắc đến chủ nghĩa Marx trong tác phẩm của mình.
Nhiều nhà khảo cổ học đã chịu ảnh hưởng rất lớn từ các ý tưởng chính trị xã hội của chủ nghĩa Marx. Với tư cách là một triết học duy vật, chủ nghĩa Marx cho rằng vật chất quan trọng hơn ý thức, và rằng hoàn cảnh xã hội của một giai đoạn lịch sử là kết quả trực tiếp của điều kiện vật chất hiện tồn, hay phương thức sản xuất. Vì vậy, một diễn giải mang tính Marxist ưu tiên bối cảnh xã hội khi đi vào phân tích bất cứ một sự thay đổi hoặc sự phát triển nào về mặt công nghệ. Những người Marxist cũng xoáy vào cái bản chất thiên vị trong giới học thuật, theo đó mỗi học giả thường có một định kiến riêng và sự trung thành với giai cấp mà mình thuộc về.

## Công trình tuyển chọn
| Nhan đề                                                                         | Năm                                | Nhà xuất bản                                               |
| ------------------------------------------------------------------------------- | ---------------------------------- | ---------------------------------------------------------- |
| The Most Ancient East                                                           | 1922, 1928                         | Kegan Paul (London)                                        |
| How Labour Governs: A Study of Workers' Representation in Australia             | 1923                               | The Labour Publishing Company (London)                     |
| The Dawn of European Civilization                                               | 1925                               | Kegan Paul (London)                                        |
| The Aryans: A Study of Indo-European Origins                                    | 1926                               | Kegan Paul (London)                                        |
| The Most Ancient East: The Oriental Prelude to European Prehistory              | 1929                               | Kegan Paul (London)                                        |
| The Danube in Prehistory                                                        | 1929                               | NXB Đại học Oxford (Oxford)                                |
| The Bronze Age                                                                  | 1930                               | NXB Đại học Cambridge (Cambridge)                          |
| Skara Brae: A Pictish Village in Orkney                                         | 1931                               | Kegan Paul (London)                                        |
| The Forest Cultures of Northern Europe: A Study in Evolution and Diffusion      | 1931                               | Viện Nhân học Hoàng gia Vương quốc Anh và Ireland (London) |
| The Continental Affinities of British Neolithic Pottery                         | 1932                               | Viện Nhân học Hoàng gia Vương quốc Anh và Ireland (London) |
| Skara Brae Orkney. Official Guide                                               | 1933, ấn bản 2 năm 1950            | His Majesty's Stationery Office (Edinburgh)                |
| New Light on the Most Ancient East: The Oriental Prelude to European Prehistory | 1935                               | Kegal Paul (London)                                        |
| The Prehistory of Scotland                                                      | 1935                               | Kegan Paul (London)                                        |
| Man Makes Himself                                                               | 1936, duyệt lại vào năm 1941, 1951 | Watts (London)                                             |
| Prehistoric Communities of the British Isles                                    | 1940, ấn bản 2 năm 1947            | Chambers (London)                                          |
| What Happened in History                                                        | 1942                               | Penguin Books (Harmondsworth)                              |
| The Story of Tools                                                              | 1944                               | Cobbett (London)                                           |
| Progress and Archaeology                                                        | 1944                               | Watts (London)                                             |
| History                                                                         | 1947                               | Cobbett (London)                                           |
| Social Worlds of Knowledge                                                      | 1949                               | NXB Đại học Oxford (London)                                |
| Prehistoric Migrations in Europe                                                | 1950                               | Aschehaug (Oslo)                                           |
| Magic, Craftsmanship and Science                                                | 1950                               | NXB Đại học Liverpool (Liverpool)                          |
| Social Evolution                                                                | 1951                               | Schuman (New York)                                         |
| Illustrated Guide to Ancient Monuments: Vol. VI Scotland                        | 1952                               | Her Majesty's Stationery Office (London)                   |
| Society and Knowledge: The Growth of Human Traditions                           | 1956                               | Harper (New York)                                          |
| Piecing Together the Past: The Interpretation of Archeological Data             | 1956                               | Routledge and Kegan Paul (London)                          |
| A Short Introduction to Archaeology                                             | 1956                               | Muller (London)                                            |
| The Prehistory of European Society                                              | 1958                               | Penguin (Harmondsworth)                                    |